# Associazione Calcio Fiorentina 1968-1969
Questa voce raccoglie le informazioni riguardanti l'Associazione Calcio Fiorentina nelle competizioni ufficiali della stagione 1968-1969.

## Stagione

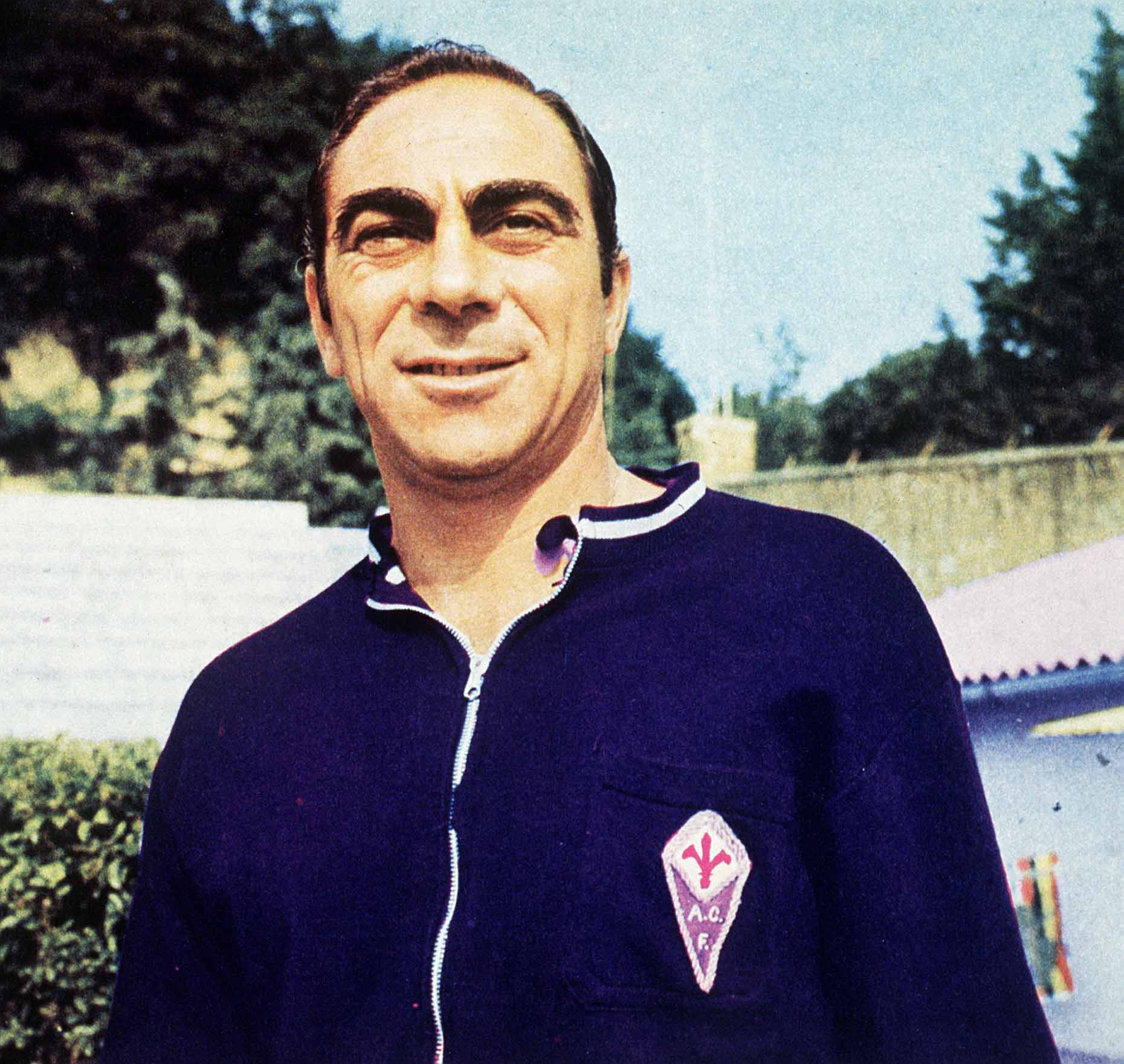
Bruno Pesaola, tecnico del secondo Scudetto viola.

Nell'annata 1968-1969, la sua prima da allenatore a Firenze, l'argentino Bruno Pesaola condusse la Fiorentina alla conquista del secondo Scudetto della sua storia.
Malgrado un avvio non esaltante in campionato, la squadra risalì la classifica e per una sola domenica, il 19 gennaio 1969, prese temporaneamente il primo posto in classifica, mancando poi per un soffio la conquista del simbolico titolo d'inverno che andò al Cagliari. L'undici toscano ritornò in testa il 9 marzo 1969, dopo la vittoria contro il L.R. Vicenza (3-0): da quel momento occupò stabilmente la prima posizione, resistendo ai tentativi di rimonta del Cagliari e del Milan, e andando a vincere il tricolore con una giornata di anticipo grazie al successo sul campo della Juventus dell'11 maggio (0-2), arrivato con le reti di Chiarugi e Maraschi. Come nella stagione 1955-1956, quella del primo Scudetto, la formazione gigliata subì un'unica sconfitta realizzando un'inedita imbattibilità esterna.

Mario Maraschi, migliore marcatore stagionale dei gigliati con 16 gol.

Nelle altre competizioni stagionali, in Coppa Italia la Fiorentina primeggiò nel proprio girone di qualificazione, chiudendo a pari punti con il Foggia & Incedit, ma vedendosi precluso l'accesso ai quarti di finale a causa della peggiore differenza reti; mentre nella Coppa delle Fiere la squadra superò nei primi turni gli slavi della Dinamo Zagabria e i tedeschi orientali dell'Hansa Rostock, per cedere poi il passo negli ottavi di finale ai portoghesi del Vitória Setúbal.
Migliore marcatore stagionale dei viola fu Maraschi il quale timbrò 16 centri, di cui 14 in campionato e 2 in Coppa delle Fiere.

## Divise
Rimasero invariate le divise introdotte nel 1967.
| Casa | Trasferta |  |

## Organigramma societario
Area direttiva
- Presidente: Nello Baglini

Area tecnica
- Direttore sportivo: Carlo Montanari
- Allenatore: Bruno Pesaola
- Preparatori atletici: Alberto Baccani, Amilcare Ardovini

Area sanitaria
- Medici sociali: Mauro Marradini, Bruno Anselmi
- Massaggiatori: Ubaldo Farabullini

## Rosa
| N. |                   | Ruolo | Calciatore                    |
| -- | ----------------- | ----- | ----------------------------- |
|    | Italia (bandiera) | P     | Claudio Bandoni               |
|    | Italia (bandiera) | P     | Franco Superchi               |
|    | Italia (bandiera) | D     | Giuseppe Brizi                |
|    | Italia (bandiera) | D     | Ugo Ferrante                  |
|    | Italia (bandiera) | D     | Eraldo Mancin                 |
|    | Italia (bandiera) | D     | Bernardo Rogora               |
|    | Italia (bandiera) | D     | Paolino Stanzial              |
|    | Italia (bandiera) | C     | Pierluigi Cencetti            |
|    | Italia (bandiera) | C     | Giancarlo De Sisti (capitano) |
|    | Italia (bandiera) | C     | Salvatore Esposito            |

| N. |                    | Ruolo | Calciatore               |
| -- | ------------------ | ----- | ------------------------ |
|    | Italia (bandiera)  | C     | Claudio Merlo            |
|    | Italia (bandiera)  | C     | Giovan Battista Pirovano |
|    | Brasile (bandiera) | A     | Amarildo                 |
|    | Italia (bandiera)  | A     | Lucio Bertogna           |
|    | Italia (bandiera)  | A     | Luciano Chiarugi         |
|    | Italia (bandiera)  | A     | Giancarlo Danova         |
|    | Italia (bandiera)  | A     | Mario Maraschi           |
|    | Italia (bandiera)  | A     | Giorgio Mariani          |
|    | Italia (bandiera)  | A     | Francesco Rizzo          |

## Risultati

### Serie A

#### Girone di andata
| Arbitro: | Angonese (Mestre) |

|             |           |                           |
| Taccola 33’ | Marcatori | 58’ Amarildo 85’ Maraschi |

| Arbitro: | Bigi (Padova) |

|                                           |           |             |
| Signorelli 40’ (aut.) Maraschi 89’ (rig.) | Marcatori | 25’ Incerti |

| Arbitro: | D'Agostini (Roma) |

|          |           |              |
| Riva 80’ | Marcatori | 36’ Maraschi |

| Firenze 27 ottobre 1968 4ª giornata | Fiorentina       | 0 – 0 | Milan | Stadio Comunale\| Arbitro: \| Sbardella (Roma) \| |
| Arbitro:                            | Sbardella (Roma) |       |       |                                                   |

| Arbitro: | Genel (Trieste) |

|              |           |                                   |
| Maraschi 59’ | Marcatori | 34’ Mujesan 40’ Savoldi 82’ Turra |

| Vicenza 10 novembre 1968 6ª giornata | Lanerossi Vicenza   | 0 – 0 | Fiorentina | Stadio Romeo Menti\| Arbitro: \| Lo Bello (Siracusa) \| |
| Arbitro:                             | Lo Bello (Siracusa) |       |            |                                                         |

| Arbitro: | Acernese (Roma) |

|              |           |  |
| Amarildo 70’ | Marcatori |  |

| Arbitro: | Gonella (Torino) |

|                |           |                           |
| Domenghini 57’ | Marcatori | 33’ Chiarugi 54’ Amarildo |

| Arbitro: | Carminati (Milano) |

|           |           |  |
| Rizzo 68’ | Marcatori |  |

| Arbitro: | Gonella (Torino) |

|                        |           |          |
| Amarildo 67’ Rizzo 71’ | Marcatori | 19’ Cané |

| Torino 15 dicembre 1968 11ª giornata | Torino              | 0 – 0 | Fiorentina | Stadio Comunale\| Arbitro: \| Francescon (Padova) \| |
| Arbitro:                             | Francescon (Padova) |       |            |                                                      |

| Arbitro: | De Robbio (Torre Annunziata) |

|                     |           |  |
| Maraschi 47’ (rig.) | Marcatori |  |

| Arbitro: | Lo Bello (Siracusa) |

|  |           |              |
|  | Marcatori | 37’ Amarildo |

| Arbitro: | Monti (Ancona) |

|                           |           |            |
| De Sisti 21’ Maraschi 73’ | Marcatori | 60’ Zigoni |

| Arbitro: | Gonella (Torino) |

|                            |           |                           |
| Cappellini 5’ Leonardi 60’ | Marcatori | 10’ Maraschi 65’ De Sisti |

#### Girone di ritorno
| Firenze 2 febbraio 1969 16ª giornata | Fiorentina          | 0 – 0 | Roma | Stadio Comunale\| Arbitro: \| Francescon (Padova) \| |
| Arbitro:                             | Francescon (Padova) |       |      |                                                      |

| Arbitro: | Lo Bello (Siracusa) |

|  |           |              |
|  | Marcatori | 73’ Maraschi |

| Arbitro: | Sbardella (Roma) |

|             |           |          |
| Maraschi 3’ | Marcatori | 87’ Riva |

| Milano 23 febbraio 1969 19ª giornata | Milan            | 0 – 0 | Fiorentina | Stadio San Siro\| Arbitro: \| Gonella (Torino) \| |
| Arbitro:                             | Gonella (Torino) |       |            |                                                   |

| Bologna 2 marzo 1969 20ª giornata | Bologna          | 0 – 0 | Fiorentina | Stadio Comunale\| Arbitro: \| Bernardis (Roma) \| |
| Arbitro:                          | Bernardis (Roma) |       |            |                                                   |

| Arbitro: | Pieroni (Roma) |

|                                |           |  |
| Chiarugi 15’, 78’ Maraschi 42’ | Marcatori |  |

| Arbitro: | De Marchi (Pordenone) |

|                |           |              |
| Frustalupi 49’ | Marcatori | 79’ Ferrante |

| Arbitro: | Lo Bello (Siracusa) |

|              |           |  |
| Chiarugi 15’ | Marcatori |  |

| Arbitro: | Gonella (Torino) |

|                          |           |                        |
| Bui 16’ Maddè 47’ (rig.) | Marcatori | 14’ Chiarugi 60’ Rizzo |

| Arbitro: | D'Agostini (Roma) |

|          |           |                             |
| Cané 69’ | Marcatori | 37’, 40’ Rizzo 54’ Maraschi |

| Firenze 20 aprile 1969 26ª giornata | Fiorentina          | 0 – 0 | Torino | Stadio Comunale\| Arbitro: \| Francescon (Padova) \| |
| Arbitro:                            | Francescon (Padova) |       |        |                                                      |

| Catania 27 aprile 1969 27ª giornata | Palermo               | 0 – 0 | Fiorentina | Stadio Cibali\| Arbitro: \| De Marchi (Pordenone) \| |
| Arbitro:                            | De Marchi (Pordenone) |       |            |                                                      |

| Arbitro: | Sbardella (Roma) |

|                                   |           |          |
| Rizzo 4’ Maraschi 22’, 51’ (rig.) | Marcatori | 83’ Joan |

| Arbitro: | Lo Bello (Siracusa) |

|  |           |                           |
|  | Marcatori | 48’ Chiarugi 69’ Maraschi |

| Arbitro: | Pieroni (Roma) |

|                                            |           |           |
| Merlo 40’ Chiarugi 43’ Amarildo 82’ (rig.) | Marcatori | 90’ Golin |

### Coppa Italia

#### Fase a gironi
| Firenze 8 settembre 1968, ore 21:00 CEST 1ª giornata | Fiorentina        | 0 – 0 referto | Foggia & Incedit | Stadio Comunale\| Arbitro: \| Toselli (Cormons) \| |
| Arbitro:                                             | Toselli (Cormons) |               |                  |                                                    |

| Arbitro: | Lo Bello (Siracusa) |

|                              |           |                                                                 |
| Tonoli 75’ Galletti 84’, 85’ | Marcatori | 23’ Merlo 40’ Chiarugi 43’ Rogora 62’ (aut.) Vasini 70’ Mariani |

| Arbitro: | Gussoni (Tradate) |

|  |           |                        |
|  | Marcatori | 76’ Rizzo 90’ Chiarugi |

### Coppa delle Fiere
| Arbitro: | Zinemayer |

|             |           |              |
| Zambata 18’ | Marcatori | 83’ Pirovano |

| Arbitro: | Schaut |

|                          |           |           |
| Amarildo 1’ Maraschi 37’ | Marcatori | 64’ Novak |

| Arbitro: | Van Ravens |

|                                          |           |                        |
| Kostmann 69’ Barthels 80’ Hergessell 90’ | Marcatori | 70’ Maraschi 84’ Rizzo |

| Arbitro: | Lacoste |

|                     |           |              |
| Rizzo 36’ Merlo 68’ | Marcatori | 26’ Kostmann |

| Arbitro: | Wharton |

|                                 |           |  |
| Josè Maria 13’, 52’ Arcanjo 32’ | Marcatori |  |

| Arbitro: | Klematide |

|                         |           |                   |
| Amarildo 12’ Rogora 36’ | Marcatori | 93’ (aut.) Mancin |

## Statistiche

### Statistiche di squadra
| Competizione      | Punti | In casa | In casa | In casa | In casa | In casa | In casa | In trasferta | In trasferta | In trasferta | In trasferta | In trasferta | In trasferta | Totale | Totale | Totale | Totale | Totale | Totale | DR  |
| Competizione      | Punti | G       | V       | N       | P       | Gf      | Gs      | G            | V            | N            | P            | Gf           | Gs           | G      | V      | N      | P      | Gf     | Gs     | DR  |
| ----------------- | ----- | ------- | ------- | ------- | ------- | ------- | ------- | ------------ | ------------ | ------------ | ------------ | ------------ | ------------ | ------ | ------ | ------ | ------ | ------ | ------ | --- |
| Serie A           | 45    | 15      | 10      | 4       | 1       | 21      | 9       | 15           | 6            | 9            | 0            | 17           | 9            | 30     | 16     | 13     | 1      | 38     | 18     | +20 |
| Coppa Italia      | 5     | 1       | 0       | 1       | 0       | 0       | 0       | 2            | 2            | 0            | 0            | 7            | 3            | 3      | 2      | 1      | 0      | 7      | 3      | +4  |
| Coppa delle Fiere |       | 3       | 3       | 0       | 0       | 6       | 3       | 3            | 0            | 1            | 2            | 2            | 6            | 6      | 3      | 1      | 2      | 8      | 9      | -1  |
| Totale            |       | 19      | 13      | 5       | 1       | 27      | 12      | 20           | 8            | 10           | 2            | 26           | 18           | 39     | 21     | 15     | 3      | 53     | 30     | +23 |

### Andamento in campionato
| Giornata  | 1 | 2 | 3 | 4 | 5 | 6 | 7 | 8 | 9 | 10 | 11 | 12 | 13 | 14 | 15 | 16 | 17 | 18 | 19 | 20 | 21 | 22 | 23 | 24 | 25 | 26 | 27 | 28 | 29 | 30 |
| --------- | - | - | - | - | - | - | - | - | - | -- | -- | -- | -- | -- | -- | -- | -- | -- | -- | -- | -- | -- | -- | -- | -- | -- | -- | -- | -- | -- |
| Luogo     | T | C | T | C | C | T | C | T | C | C  | T  | C  | T  | C  | T  | C  | T  | C  | T  | T  | C  | T  | C  | T  | T  | C  | T  | C  | T  | C  |
| Risultato | V | V | N | N | P | N | V | V | V | V  | N  | V  | V  | V  | N  | N  | V  | N  | N  | N  | V  | N  | V  | N  | V  | N  | N  | V  | V  | V  |
| Posizione | 2 | 3 | 3 | 3 | 6 | 7 | 5 | 4 | 3 | 3  | 3  | 3  | 2  | 2  | 2  | 2  | 2  | 3  | 3  | 3  | 1  | 1  | 1  | 1  | 1  | 1  | 1  | 1  | 1  | 1  |

Fonte:  Italy » Serie A 1968/1969 » Results & Tables, su worldfootball.net.
Legenda:

Luogo: C = Casa; T = Trasferta. Risultato: V = Vittoria; N = Pareggio; P = Sconfitta.

### Statistiche dei giocatori
A completamento delle statistiche sono da considerare 1 autogol a favore dei viola in campionato e 1 in Coppa Italia.
| Giocatore     | Serie A  | Serie A | Coppa Italia | Coppa Italia | Coppa delle Fiere | Coppa delle Fiere | Totale   | Totale |
| Giocatore     | Presenze | Reti    | Presenze     | Reti         | Presenze          | Reti              | Presenze | Reti   |
| ------------- | -------- | ------- | ------------ | ------------ | ----------------- | ----------------- | -------- | ------ |
| Amarildo      | 25       | 6       | 1            | 0            | 4                 | 2                 | 30       | 8      |
| C. Bandoni    | 1        | -1      | 0            | -0           | 1                 | -1                | 2        | -2     |
| L. Bertogna   | 0        | 0       | 1            | 0            | 1                 | 0                 | 2        | 0      |
| G. Brizi      | 25       | 0       | 3            | 0            | 4                 | 0                 | 32       | 0      |
| P. Cencetti   | 6        | 0       | 0            | 0            | 0                 | 0                 | 6        | 0      |
| L. Chiarugi   | 18       | 7       | 3            | 2            | 3                 | 0                 | 24       | 9      |
| G. Danova     | 2        | 0       | 0            | 0            | 2                 | 0                 | 4        | 0      |
| G. De Sisti   | 30       | 2       | 3            | 0            | 6                 | 0                 | 39       | 2      |
| S. Esposito   | 22       | 0       | 0            | 0            | 5                 | 0                 | 27       | 0      |
| U. Ferrante   | 30       | 1       | 3            | 0            | 6                 | 0                 | 39       | 1      |
| E. Mancin     | 29       | 2       | 2            | 0            | 4                 | 0                 | 35       | 2      |
| M. Maraschi   | 30       | 14      | 3            | 0            | 6                 | 2                 | 39       | 16     |
| G. Mariani    | 1        | 0       | 1            | 1            | 1                 | 0                 | 3        | 1      |
| C. Merlo      | 26       | 1       | 2            | 1            | 4                 | 1                 | 32       | 3      |
| G.B. Pirovano | 7        | 0       | 3            | 0            | 3                 | 1                 | 13       | 1      |
| F. Rizzo      | 24       | 6       | 3            | 1            | 6                 | 2                 | 33       | 9      |
| B. Rogora     | 28       | 1       | 3            | 1            | 6                 | 1                 | 37       | 3      |
| P. Stanzial   | 7        | 0       | 0            | 0            | 3                 | 0                 | 10       | 0      |
| F. Superchi   | 30       | -17     | 3            | -3           | 5                 | -9                | 38       | -29    |